# Club Psicológico de Zúrich
El Club Psicológico de Zúrich (en alemán Psychologischer Club Zürich) es una asociación fundada en 1916 por el psiquiatra y psicólogo suizo Carl Gustav Jung con antiguos pacientes y estudiantes a fin de promover y desarrollar la psicología analítica. Se ubica en un edificio neogótico en Gemeindestrasse 27, Zúrich, el cual fue adquirido por varios miembros del Club el 21 de enero de 1918. La Casa Club fue construida en 1897/1898 por el profesor Lasius, un estudiante del arquitecto Gottfried Semper y fue originalmente propiedad del médico de la ciudad Hermann Schulthess. En 2016, el Club Psicológico de Zúrich celebró su centenario.

## Introducción
El Club Psicológico de Zúrich fue fundado en 1916 por Harold Fowler McCormick, Edith Rockefeller McCormick, Emma Rauschenbach y Carl Gustav Jung, y algunos amigos zuriquenses de la psicología de los complejos. Desde el principio, el Club fue probablemente el foro más importante para el psiquiatra Carl Gustav Jung a la hora de presentar sus ideas en numerosos seminarios y conferencias antes de que las publicaran en sus libros. Tras su ruptura con el neurólogo Sigmund Freud, el Club se convirtió en un escenario destinado a que la psicología analítica, como se la llamó más tarde, pudiera florecer por medio de intercambios entre especialistas de las más diversas disciplinas, en presencia de analistas y analizandos.
Las intuiciones psicológicas de Jung están profundamente arraigadas en el pasado; se remontan a una existencia arcaica, sin embargo, ese mismo hecho las dota de un carácter de regeneración constante, dirigidas al futuro.
En 2016, el Club Psicológico de Zúrich celebró su centenario. Así, los inicios del Club coincidieron con el período en que el Libro rojo tuvo sus orígenes. Como escribió en el epílogo al Libro rojo (1959), dos años antes de su muerte, Jung pasó dieciséis largos años trabajando con sus imágenes interiores. Entonces, el Club resultó de vital importancia dado que le proporcionó la grata oportunidad de compartir sus descubrimientos con los demás. Jung también tuvo otra razón para fundar el Club: quería crear un lugar donde el trabajo interno, el a menudo solitario trabajo con el alma, pudiera encontrar un equilibrio en los intercambios con los demás. Hoy en día, el Club se entiende como un lugar donde colegas y laicos de todo el mundo, interesados en la psicología analítica, pueden intercambiar su labor creativa y pensamientos mutuamente. A día de hoy, esta interacción es de vital importancia para ser fiel al espíritu vivo de la psique.

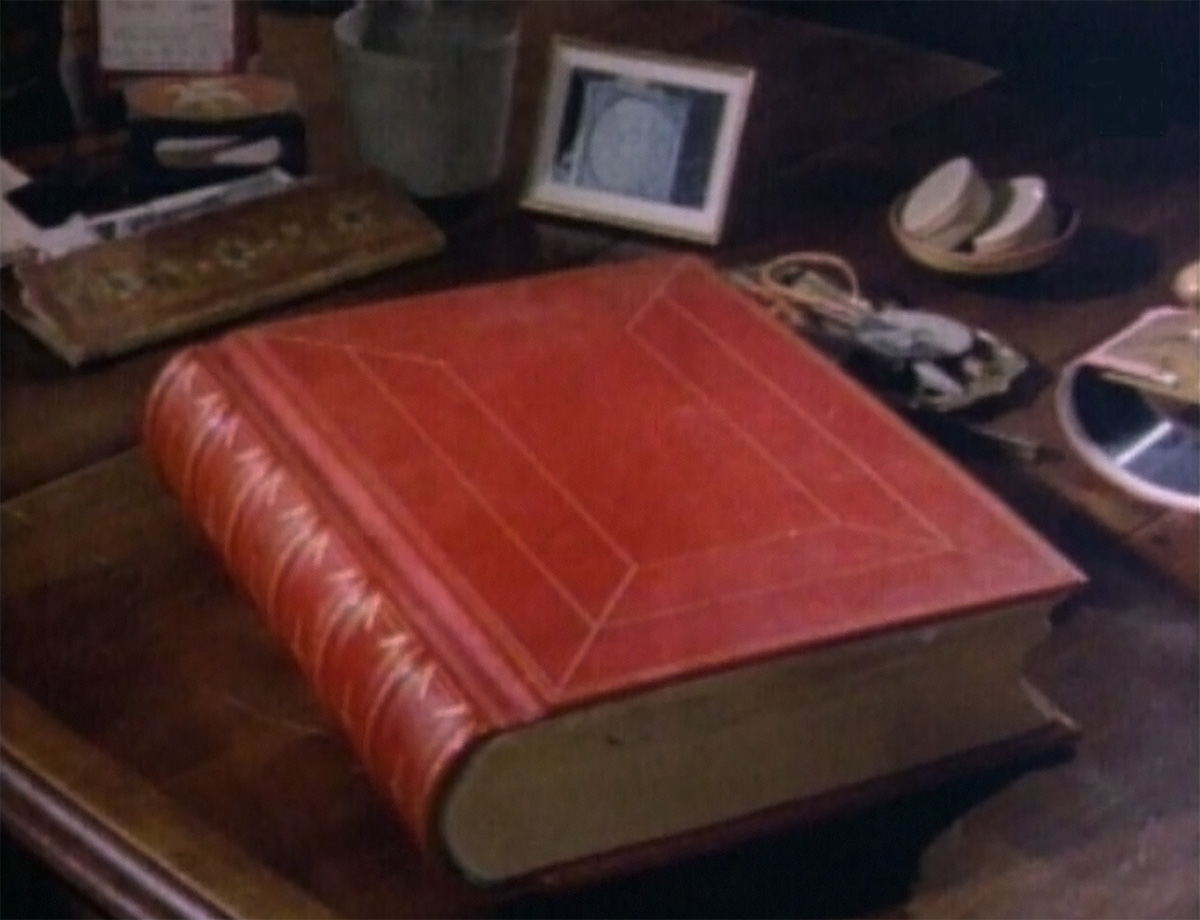
Manuscrito original del Libro rojo de Jung.

En 2012, el Club alcanzó finalmente el estatus de organización sin ánimo de lucro, lo que significa que en el futuro todas las donaciones al Club, así como el Club en sí son libres de impuestos en Suiza. Para hacer esto posible se creó la Stiftung Psychologischer Club Zürich (Fundación del Club Psicológico de Zúrich). De acuerdo a su constitución el objetivo de la fundación es "el apoyo científico de la psicología analítica según C. G. Jung, en especial la preservación de la Casa Club como el recipiente para estas actividades con orientación local e internacional". Para ello se separaron dos ámbitos distintos: la organización de conferencias y seminarios públicos así como la administración de la biblioteca y el archivo del Club para trabajos de investigación sobre la historia de la psicología analítica, por un lado, y la administración y preservación de la Casa Club, por otro.
A medida que la casa señorial fue envejeciendo, y supeditado al deseo de presentarla a las futuras generaciones en las mejores condiciones, se hizo urgente la necesidad de renovación. De este modo, el gobierno local la puso bajo protección del Patrimonio Cultural. Al acercarse al centenario del Club, el comité ejecutivo y la recién fundada Fundación del Club planificaron una renovación que preservó cuidadosamente lo que era perdurable y valioso, al mismo tiempo que modernizó sus espacios y los adaptó a las necesidades de hoy. Con ese imperativo en mente la Casa Club fue completamente renovada en 2012.
Como lugar de origen, el Club Psicológico de Zúrich ejerce una importante función en el desarrollo mundial de la psicología junguiana. Casi cien años pasaron antes de la publicación del Libro rojo, la "materia prima para el trabajo de toda una vida", como Jung la llamó. El futuro de la psicología analítica es aún incipiente, y muchas generaciones pasarán antes de que este brote se desarrolle completamente en plena floración. De ahí que el cometido principal del Club sea hacer todo lo posible para preservar el legado de la obra y el pensamiento de Jung a las generaciones futuras.

## Presidentes del Club[3]
| Presidente         | Años      |
| ------------------ | --------- |
| Emma Jung          | 1916-1920 |
| Eugen Schlegel     | 1920-1921 |
| Hans Trüeb         | 1921-1924 |
| Hermann Sigg       | 1924-1926 |
| Lulu Mäder         | 1926-1928 |
| Toni Wolff         | 1928-1945 |
| C.A. Meier         | 1945-1952 |
| Cornelia Brunner   | 1952-1977 |
| Ignaz Tauber       | 1977-1984 |
| Dr. Werner Brunner | 1984-1988 |
| Alfred Ribi        | 1988-2006 |
| Andreas Schweizer  | 2006-2022 |
| Irene Gerber-Münch | 2022-     |

## Historia
El Club Psicológico de Zúrich fue fundado en un momento en el que Jung seguía su propio camino, habiendo roto con el concepto de la psique de Freud por medio de su obra de 1912 Transformaciones y símbolos de la libido. En esta fase experimental y creativa, el Club representó un lugar de encuentro concreto donde Jung podía asociarse con individuos de ideas afines; un espacio para el fomento de la comunidad y la discusión de nuevos hallazgos de investigación.
Ya antes de la fundación del Club Psicológico de Zúrich se habían buscado locales adecuados para la "Asociación Psicológica", como era llamada entonces. La primera reunión, donde se registraron actas oficiales, se llevó a cabo en el Restaurante Seidenhof de Zúrich, donde los miembros se reunían todos los jueves hasta finales de enero de 1916.

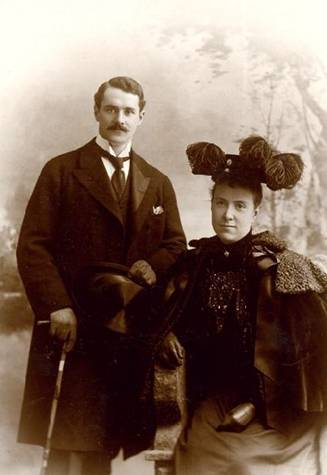
Harold Fowler McCormick y Edith Rockefeller McCormick, 1895.

El 11 de enero de 1916, con la generosa financiación de Harold Fowler McCormick y Edith Rockefeller McCormick resultó posible alquilar una propiedad en Löwenstrasse 1. El 26 de febrero de 1916, el Club Psicológico fue fundado en esta villa señorial. Aquí Jung dio conferencias sobre su aún inédita obra Tipos psicológicos y condujo seminarios. Un cambio de propiedad, sin embargo, dio lugar al final del arrendamiento. En busca de un hogar permanente para el Club, treinta miembros decidieron, el 21 de enero de 1918, comprar la propiedad actual en Gemeindestrasse 27. Sin embargo, la nueva ubicación del Club no estuvo lista para ser ocupada hasta septiembre de 1919. Jung pasaría consulta allí mismo. El edificio también contenía una sala de billar, una biblioteca y una sala de conferencias. Además de las conferencias regulares, hubo varios actos sociales, viajes (incluso uno a Egipto) y giras. Durante treinta años después de su fundación en 1948, el C.G. Jung-Institut Zürich se alojó en la primera planta superior.
La historia llena de acontecimientos del Club nos muestra que su espacio concreto ha sido, y está, estrechamente relacionado con el animado intercambio intelectual entre sus miembros. El "hogar" fue originalmente un pedazo de tierra que podía ser comprado, poseído y cultivado. Desde este punto de vista, al entrar y fijar residencia en su casa actual, la psicología junguiana encontró un recipiente material en el que podría desarrollarse. Un hogar espiritual es también una experiencia sensual: rostros, habitaciones, expresiones y aromas. Con los años, una atmósfera de familiaridad ha llegado a estar íntimamente asociada con el propio edificio. El Club como un espacio espiritual y material dota a la casa con un valor distintivo.

### Presente
La sala de conferencias se utiliza para las conferencias y seminarios quincenales del Club, pero también se alquila a personas e instituciones relacionadas que ofrecen seminarios. La biblioteca, con sus numerosos libros antiguos y valiosos, está a cargo de un especialista y a disposición de los investigadores y todas las personas interesadas. Es también donde la junta del Club y de la Fundación se reúne varias veces al año. Varias salas de terapia están en uso, una de las cuales era la habitación en la que Jung vio a sus pacientes. En las noches del Club, la comida y la bebida son preparadas en una cocina moderna. El edificio está rodeado por un pequeño jardín con vides de uva y un viejo tilo. Hay apartamentos en los pisos superiores.